# 기사도

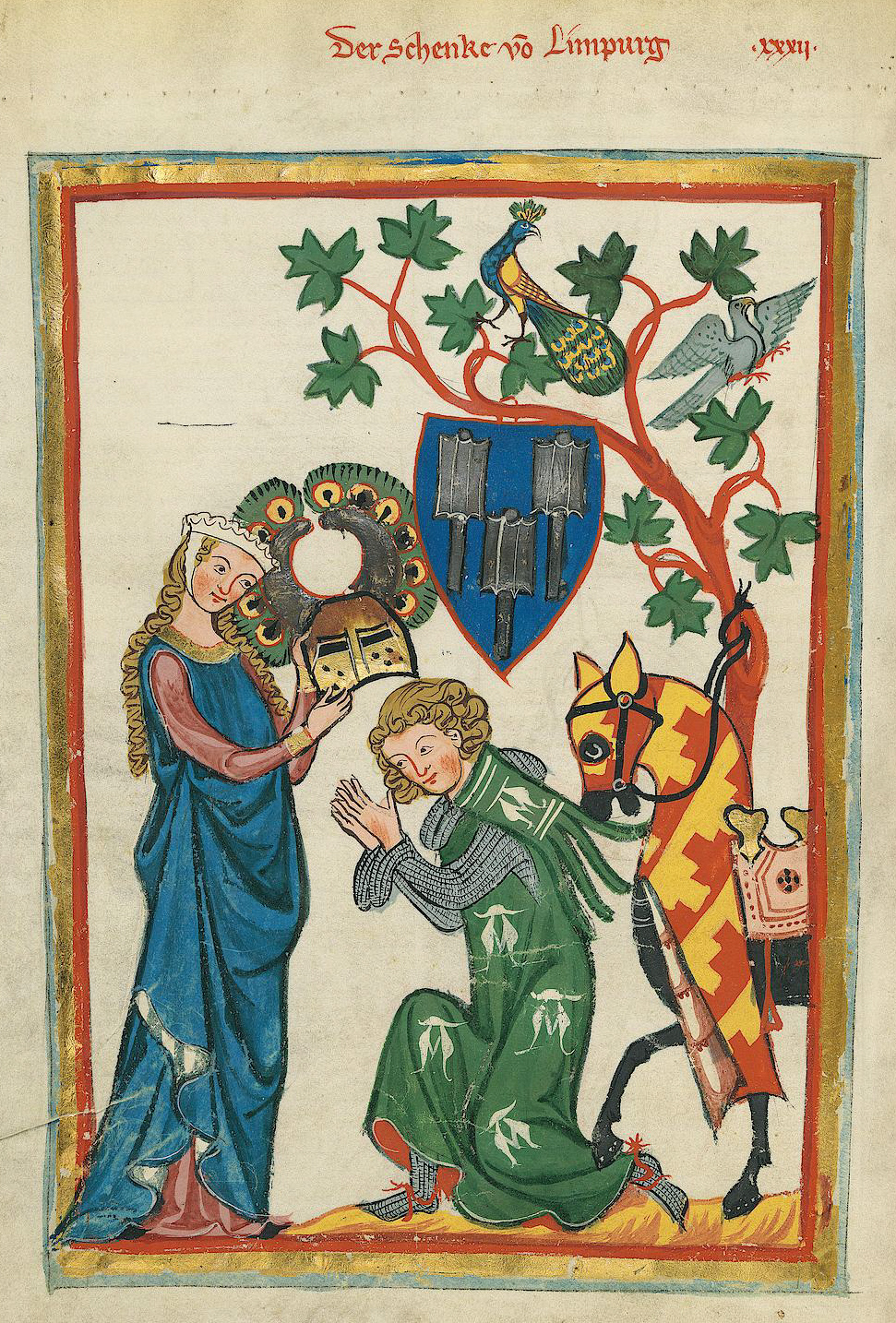
마네세 법전에서 그의 부인에 의해 무장된 기사로서의 콘라트 폰 림뷔르흐 (14세기 초)

기사도(영어: chivalry)는 중세 유럽에서 성립한 행동 규범이다.
기사가 따라야 하는 것으로 여겨지는 것이지만, 실제 기사들이 기사도를 따르고 있었던 것은 아니다. 오히려 검 등의 무기, 갑옷을 독점하는 장원 영주 등의 지배층은 기사도에 정면으로 배치되는 행동, 즉 배신, 탐욕, 약탈, 강간, 잔학행위 등을 예사롭게 하고 있었다. 그렇기 때문에 그러한 폭력을 억제하기 위해 기사도라고 하는 윤리 규범이 성립되게 되었다고도 할 수 있다. 기사도를 따르는 기사가 별로 없었기 때문에, 기사도에 따라 행동하는 기사는 주위로부터 칭찬을 받게 되었고, 기사도 그것을 명예라고 생각했다.

## 같이 보기
- 기사